# Bothriomyrmex meridionalis
Bothriomyrmex meridionalis är en myrart som först beskrevs av Julius Roger 1863.  Bothriomyrmex meridionalis ingår i släktet Bothriomyrmex och familjen myror.

## Underarter
Arten delas in i följande underarter:
- B. m. hungaricus
- B. m. marocanus
- B. m. meridionalis